# Lekkoatletyka na Igrzyskach Panamerykańskich 2023
Zawody w lekkoatletyce na Igrzyskach Panamerykańskich 2023 zostały rozegrane w dniach 22 października-4 listopada 2023 roku. Areną zmagań był Estadio Nacional Julio Martínez Prádanos.
Z powodu problemów pomiarowych mających miejsce przed i w trakcie konkursu chodu na 20 km kobiet, wyniki czasowe z tej konkurencji zostały anulowane, pomimo to najlepszym zawodniczkom przyznano medale.

## Rezultaty

### Mężczyźni
| Konkurencja                   | 1. miejsce                                                                             | Wynik     | 2. miejsce                                                              | Wynik     | 3. miejsce                                                                           | Wynik     |
| ----------------------------- | -------------------------------------------------------------------------------------- | --------- | ----------------------------------------------------------------------- | --------- | ------------------------------------------------------------------------------------ | --------- |
| Bieg na 100 m                 | José Alnardo González                                                                  | 10,30     | Felipe Bardi dos Santos                                                 | 10,31     | Emanuel Archibald                                                                    | 10,31     |
| Bieg na 200 m                 | Renan Correa                                                                           | 20,37     | José Alnardo González                                                   | 20,56     | Nadale Buntin                                                                        | 20,79     |
| Bieg na 400 m                 | Lucas Conceição Vilar                                                                  | 45,77     | Luis Avilés                                                             | 45,97     | Martín Kouyoumdjian                                                                  | 46,58     |
| Bieg na 800 m                 | José Antonio Maita                                                                     | 1:45,69   | Jesús Tonatiú López                                                     | 1:46,04   | Navasky Anderson                                                                     | 1:46,40   |
| Bieg na 1500 m                | Charles Philibert-Thiboutot                                                            | 3:39,74   | Robert Heppenstall                                                      | 3:39,76   | Casey Comber                                                                         | 3:39,90   |
| Bieg na 5000 m                | Kasey Knevelbaard                                                                      | 14:47,69  | Charles Philibert-Thiboutot                                             | 14:48,02  | Altobeli da Silva                                                                    | 14:48,18  |
| Bieg na 10 000 m              | Isai Rodriguez                                                                         | 28:17,84  | Samuel Chelanga                                                         | 29:01,21  | Alberto González                                                                     | 29:12,24  |
| Bieg na 3000 m z przeszkodami | Jean-Simon Desgagnés                                                                   | 8:30,14   | Daniel Michalski                                                        | 8:36,47   | Carlos San Martín                                                                    | 8:41,59   |
| Bieg na 110 m przez płotki    | Eduardo de Deus                                                                        | 13,67     | De'vion Wilson                                                          | 13,78     | Rafael Pereira                                                                       | 14,04     |
| Bieg na 400 m przez płotki    | Jaheel Hyde                                                                            | 49,19     | Matheus Lima                                                            | 49,69     | Yoao Illas                                                                           | 49,74     |
| Sztafeta 4 × 100 m            | Brazylia Rodrigo do Nascimento · Felipe Bardi dos Santos · Erik Cardoso · Renan Correa | 38,68     | Kuba Reynaldo Espinosa · Edel Amores · Yaniel Carrero · Shainer Rengifo | 39,26     | Argentyna Tomás Mondino · Bautista Diamante · Juan Ignacio Ciampitti · Franco Florio | 39,48     |
| Sztafeta 4 × 400 m            | Brazylia Lucas Carvalho · Matheus Lima · Douglas Hernandes · Lucas Conceição Vilar     | 3:03,92   | Meksyk Guillermo Campos · Luis Avilés · Edgar Ramírez · Valente Mendoza | 3:04,22   | Dominikana Ezequiel Suárez · Robert King · Ferdy Agramonte · Yeral Nuñez             | 3:05,98   |
| Maraton                       | Cristhian Pacheco                                                                      | 2:11:14   | Hugo Catrileo                                                           | 2:12:07   | Luis Ostos                                                                           | 2:12:34   |
| Chód na 20 km                 | David Hurtado                                                                          | 1:19:20   | Caio Bonfim                                                             | 1:19:24   | Andrés Olivas                                                                        | 1:19:56   |
| Skok wzwyż                    | Luis Zayas                                                                             | 2,27      | Luis Castro                                                             | 2,24      | Donald Thomas                                                                        | 2,24      |
| Skok o tyczce                 | Matt Ludwig                                                                            | 5,55      | Germán Chiaraviglio                                                     | 5,50      | Jorge Luna                                                                           | 5,40      |
| Skok w dal                    | Arnovis Dalmero                                                                        | 8,08      | Alejandro Parada                                                        | 8,01      | Maikel Vidal                                                                         | 8,01      |
| Trójskok                      | Lázaro Martínez                                                                        | 17,19     | Almir dos Santos                                                        | 16,92     | Cristian Nápoles                                                                     | 16,66     |
| Pchnięcie kulą                | Darlan Romani                                                                          | 21,36     | Uziel Muñoz                                                             | 21,15     | Jordan Geist                                                                         | 20,53     |
| Rzut dyskiem                  | Lucas Nervi                                                                            | 63,39     | Mauricio Ortega                                                         | 61,86     | Fedrick Dacres                                                                       | 61,25     |
| Rzut młotem                   | Ethan Katzberg                                                                         | 80,96     | Daniel Haugh                                                            | 77,62     | Rudy Winkler                                                                         | 76,65     |
| Rzut oszczepem                | Curtis Thompson                                                                        | 79,65     | Pedro Henrique Rodrigues                                                | 78,45     | Leslain Baird                                                                        | 78,23     |
| Dziesięciobój                 | Santiago Ford                                                                          | 7834 pkt. | José Ferreira                                                           | 7748 pkt. | Ryan Talbot                                                                          | 7742 pkt. |

### Kobiety
| Konkurencja                   | 1. miejsce                                                                                 | Wynik     | 2. miejsce                                                                        | Wynik     | 3. miejsce                                                                                       | Wynik     |
| ----------------------------- | ------------------------------------------------------------------------------------------ | --------- | --------------------------------------------------------------------------------- | --------- | ------------------------------------------------------------------------------------------------ | --------- |
| Bieg na 100 m                 | Yunisleidy García                                                                          | 11,36     | Jasmine Abrams                                                                    | 11,52     | Michelle-Lee Ahye                                                                                | 11,53     |
| Bieg na 200 m                 | Marileidy Paulino                                                                          | 22,74     | Yunisleidy García                                                                 | 23,33     | Ana Azevedo                                                                                      | 23,52     |
| Bieg na 400 m                 | Martina Weil                                                                               | 51,48     | Nicole Caicedo                                                                    | 51,76     | Evelis Aguilar                                                                                   | 51,95     |
| Bieg na 800 m                 | Sahily Diago                                                                               | 2:02,71   | Déborah Rodríguez                                                                 | 2:02,88   | Rose Mary Almanza                                                                                | 2:03,68   |
| Bieg na 1500 m                | Joselyn Brea                                                                               | 4:11,80   | Daily Cooper                                                                      | 4:11,86   | Emily Mackay                                                                                     | 4:12,02   |
| Bieg na 5000 m                | Joselyn Brea                                                                               | 16:04,12  | Taylor Werner                                                                     | 16:06,48  | Julie-Anne Staehli                                                                               | 16:06,75  |
| Bieg na 10 000 m              | Luz Mery Rojas                                                                             | 33:12,99  | Laura Galván                                                                      | 33:15,85  | Ednah Kurgat                                                                                     | 33:16,51  |
| Bieg na 3000 m z przeszkodami | Belén Casetta                                                                              | 9:39,47   | Alycia Butterworth                                                                | 9:40,86   | Tatiane Raquel da Silva                                                                          | 9:41,29   |
| Bieg na 100 m przez płotki    | Andrea Vargas                                                                              | 13,06     | Greisys Roble                                                                     | 13,09     | Alaysha Johnson                                                                                  | 13,19     |
| Bieg na 400 m przez płotki    | Gianna Woodruff                                                                            | 56,44     | Ewellyn Santos                                                                    | 57,18     | Daniela Rojas                                                                                    | 57,41     |
| Sztafeta 4 × 100 m            | Kuba Laura Moreira · Enis Verdecia · Yarima García · Yunisleidy García · Jocelyn Echazabal | 43,72     | Chile Anaís Hernández · Martina Weil · Isidora Jiménez · Maria Ignacia Montt      | 44,19     | Dominikana Liranyi Alonso · Marileidy Paulino · Martha Méndez · Anabel Medina · Darianny Jiménez | 44,32     |
| Sztafeta 4 × 400 m            | Kuba Zurian Hechavarría · Rose Mary Almanza · Sahily Diago · Lisneidy Veitía               | 3:33,15   | Dominikana Mariana Pérez · Anabel Medina · Franshina Martínez · Marileidy Paulino | 3:34,27   | Brazylia Anny de Bassi · Letícia Nonato · Jainy dos Santos · Tiffani Marinho                     | 3:34,80   |
| Maraton                       | Citlali Cristian                                                                           | 2:27:12   | Florencia Borelli                                                                 | 2:27:29   | Gladys Tejeda                                                                                    | 2:30:39   |
| Chód na 20 km                 | Kimberly García                                                                            | –         | Glenda Morejón                                                                    | –         | Evelyn Inga                                                                                      | –         |
| Skok wzwyż                    | Rachel McCoy                                                                               | 1,87      | Jennifer Rodríguez                                                                | 1,84      | Marisabel Senyu                                                                                  | 1,81      |
| Skok o tyczce                 | Bridget Williams                                                                           | 4,60      | Robeilys Peinado                                                                  | 4,55      | Aslin Quiala                                                                                     | 4,40      |
| Skok w dal                    | Natalia Linares                                                                            | 6,66      | Eliane Martins                                                                    | 6,49      | Tiffany Flynn                                                                                    | 6,40      |
| Trójskok                      | Leyanis Pérez                                                                              | 14,75     | Liadagmis Povea                                                                   | 14,41     | Thea LaFond                                                                                      | 14,25     |
| Pchnięcie kulą                | Sarah Mitton                                                                               | 19,19     | Rosa Ramírez                                                                      | 17,99     | Adelaide Aquilla                                                                                 | 17,73     |
| Rzut dyskiem                  | Izabela da Silva                                                                           | 59,63     | Andressa de Morais                                                                | 59,29     | Samantha Hall                                                                                    | 59,14     |
| Rzut młotem                   | DeAnna Price                                                                               | 72,34     | Rosa Rodríguez                                                                    | 71,59     | Kaila Butler                                                                                     | 65,10     |
| Rzut oszczepem                | Flor Ruíz                                                                                  | 63,10     | Rhema Otabor                                                                      | 60,54     | Madelyn Harris                                                                                   | 60,06     |
| Siedmiobój                    | Erin Marsh                                                                                 | 5882 pkt. | Alysbeth Félix                                                                    | 5665 pkt. | Jordan Gray                                                                                      | 5494 pkt. |

### Zawody mieszane
| Konkurencja                 | 1. miejsce                                                                   | Wynik   | 2. miejsce                                                                            | Wynik   | 3. miejsce                                                                           | Wynik   |
| --------------------------- | ---------------------------------------------------------------------------- | ------- | ------------------------------------------------------------------------------------- | ------- | ------------------------------------------------------------------------------------ | ------- |
| Sztafeta mieszana 4 × 400 m | Dominikana Ezequiel Suárez · Anabel Medina · Robert King · Marileidy Paulino | 3:16,05 | Brazylia Douglas Hernandes · Letícia Nonato · Lucas Conceição Vilar · Tiffani Marinho | 3:18,55 | Stany Zjednoczone Demarius Smith · Honour Finley · Richard Kuydendoll · Jada Griffin | 3:19,41 |
| Drużynowy chód sportowy     | Ekwador Glenda Morejón · Brian Pintado                                       | 2:56:49 | Peru Kimberly García · César Augusto Rodríguez                                        | 3:01:14 | Brazylia Viviane Lyra · Caio Bonfim                                                  | 3:02:14 |

## Klasyfikacja medalowa
Kolorem niebieskim oznaczono kraj organizujący igrzyska.
| Miejsce | Państwo              | Złoto | Srebro | Brąz | Razem |
| ------- | -------------------- | ----- | ------ | ---- | ----- |
| 1.      | Stany Zjednoczone    | 8     | 5      | 12   | 25    |
| 2.      | Brazylia             | 7     | 10     | 6    | 23    |
| 3.      | Kuba                 | 7     | 6      | 5    | 18    |
| 4.      | Kanada               | 4     | 3      | 2    | 9     |
| 5.      | Dominikana           | 3     | 3      | 3    | 9     |
| 6.      | Kolumbia             | 3     | 2      | 2    | 7     |
| 7.      | Chile                | 3     | 2      | 1    | 6     |
| 8.      | Wenezuela            | 3     | 2      | 0    | 5     |
| 9.      | Peru                 | 3     | 1      | 3    | 7     |
| 10.     | Ekwador              | 2     | 2      | 0    | 4     |
| 11.     | Meksyk               | 1     | 5      | 2    | 8     |
| 12.     | Argentyna            | 1     | 2      | 1    | 4     |
| 13.     | Jamajka              | 1     | 0      | 3    | 4     |
| 14.     | Kostaryka            | 1     | 0      | 1    | 2     |
| 15.     | Panama               | 1     | 0      | 0    | 1     |
| 16.     | Portoryko            | 0     | 2      | 0    | 2     |
| 17.     | Gujana               | 0     | 1      | 2    | 3     |
| 18.     | Bahamy               | 0     | 1      | 1    | 2     |
| 19.     | Urugwaj              | 0     | 1      | 0    | 1     |
| 20.     | Dominika             | 0     | 0      | 1    | 1     |
| 20.     | Niezależni sportowcy | 0     | 0      | 1    | 1     |
| 20.     | Saint Kitts i Nevis  | 0     | 0      | 1    | 1     |
| 20.     | Trynidad i Tobago    | 0     | 0      | 1    | 1     |
| Razem   | Razem                | 48    | 48     | 48   | 144   |